# مركز القيادة العالمية للمرأة لجامعة روتجرز
مركز القيادة العالمية للمرأة لجامعة روتجرز ، تأسس سنة  1989 من قبل مجموعة من المناضلين والناشطين في مجال حقوق الإنسان وحماية حقوق المرأة من بينهم:
-  شارلوت بانش المديرة التنفيذية السابقة وناشطة مشهورة دوليا في حماية حقوق الإنسان المرأة.
-  المدير التنفيذي الحالي كريشانتي دارماراج هو أيضا مؤسس مؤشر الكرامة والمؤسس المشارك لشركة وايلد لحقوق الإنسان وصندوق سريلانكا.
- المديرة التنفيذية السابقة راديكا بالاكريشنان هي الآن مديرة الكلية، وأستاذة في قسم الدراسات النسائية والجنسانية في روتجرز، كما أنها الرئيسة الحالية لمجلس إدارة شبكة حقوق الإنسان الأمريكية، وعضو مجلس إدارة مرك لحقوق الدستورية. الواقع بكلية دوجلاس السكنية (سابقا كليه دوجلاس) في جامعة روتجرز.
مركز القيادة العالمية للمرأة عبارة عن وحدة من البرامج الدولية داخل كلية الآداب والعلوم، وهو عضو في معهد القيادة النسائية،  كما أنه ائتلاف يضم برامج المرأة في روتجرز

## حول المركز
فضلا عن كون المركز أحد المراكز الأكايمية لأهم  جامعة عمومية متخصصة في البحث،  هو كذلك منظمة غير حكومية تتمتع  بمنصب استشاري خاص لدى المجلس الاقتصادي والاجتماعي في الأمم المتحدة في مجال السياسات والحقوق.
ويعمل المركز على تطوير و تسهيل قيادة المرأة في جميع أنحاء العالم، ليس فقط من أجل حفظ الحقوق الأساسية للمرأة و لكن من أجل تحقيق العدالة الاجتماعية الدولية.
وتبرز مجالات نشاط المركز في
- العنف ضد المرأة.
- الصحة الجنسية والإنجابية.
- الرفاهية الاقتصادية والاجتماعية.

إدماج المنظورالجنساني وحقوق المرأة الأساسية في عمل المؤسسات المحلية والوطنية والجهوية والدولية هو الهدف الأساسي للمركز، ولتحقيقه يقوم هذا الأخير من خلال برامجه بإعلام وتعبئة المدافعين عن  حقوق الإنسان الخاصة بالمرأة حول أحداث محددة وبناء صلات  بينهم لتعزيز قدرته على التأثير في صنع السياسات.
وينبع جزء كبير من برنامج عمل المركز من عدة تظاهرات منها: مؤتمر فيينا العالمي لحقوق الإنسان لعام 1993 و مؤتمر بيجين العالمي الرابع حول المرأة لعام 1995.
يعمل مركز القيادة العالمية على تأمين الالتزامات السياسية الدولية والتي تنص بوضوح على أن «حقوق المرأة هي حقوق الإنسان»، وذلك من خلال العمل بالتعاون مع القيادات النسائية والمنظمات غير الحكومية في جميع أنحاء العالم، سواء في اجتماعات الأمم المتحدة مثل اللجان التي ندرس وضعية المرأة في العالم، أو من خلال حملات التعبئة الدولية مثل حملة 16 يوما من النشاط ضد العنف القائم على نوع الجنس أو عبر المساعي التعليمية العالمية.
ومع وضع هذه المعايير المرجعية في السياسة العامة حول المركز طاقته نحو تنفيذ هذا المفهوم وجعل هيئات صنع السياسات مسؤولة عن وعودها لنساء العالم. وتشمل الأنشطة الاساسية في هذا المجال البرنامج الأمم المتحدة للرصد والتوعية، وتنسيق حملات التعبئة الدولية.
ويواصل المركز بالتعاون مع مديره التنفيذي الجديد، العمل  على البرنامج المتعلق بإنهاء العنف ضد المرأة وحماية المدافعين عن حقوق المرأة وتشجيع إصلاح الأمم المتحدة بهيئة جديدة لرصد حقوق المرأة وعلاوة علي ذلك يتوسع نشاط المركز إلى النظر في تطبيق سياسات الاقتصاد الكلي والعلاقة بين المرأة والتنمية في إطار حقوق الإنسان.

### في جامعة روتجرز
إضافة إلى الدور الرابط بين المجال الأكاديمي والمجال التطوعي (النشاط)، يضم المركز مجالين مختلفين من الأوساط الأكاديمية في جامعة روتجرز وهما:
- وحدة للبرامج الدولية داخل كلية الفنون والعلوم: ولدى المركز وحدة خاصة داخل هذه الإدارة،  إما تركز على برامج الأمم المتحدة أو أنها موزعة في دراسات إقليمية ذات نطاق إقليمي. وبذلك، يؤدي المركز دورا فريدا من خلال تعزيز قيادة المرأة على الصعيد العالمي.[14]
- العضوية في معهد القيادة النسائية:[15] وهو اتحاد يتألف من ثمانية برامج نسائية في جامعة روتجرز أنشئ لدراسة كيفية وامكانية الترويج للقيادة النسائية، ووضع برامج تهيئ نساء من جميع الفئات العمرية لتسيير بفعالية.[15]

### مجموعة الملصقات
وقد وضع مركز الحضانة مارجيري سومرس، ومكتبات جامعة روتجرز بالتعاون مع إدارة الدراسات النسائية والجنسانية ومركز القيادة العالمية للمرأة وكلاهما من كلية الآداب والعلوم مجموعة من الملصقات ببوابة، توفر إمكانية الوصول الرقمي إلى حوالي 300 ملصقا تنشرها منظمات حقوق المرأة في جميع أنحاء العالم. وقد سجلت الملصقات 20 عاما من النشاط النسائي، كما  وثقت القضايا المتطورة للحركة النسائية العالمية. ويقع المستودع الرقمي في المستودع المؤسسي لمجتمع روتجرز، وهو أرشيف علي الإنترنت حيث يمكن للجميع الوصول اليه. واعترفت رابطة المكتبات الأمريكية بمجموعه ملصقات CWGL في 2012 ، ومنحت جائزة قسم المرأة  والدراسات الجنسانية التابعة لرابطة الكليات والبحوث 2012 للإنجازات الهامة في دراسات المرأة. وقد ظهرت المجموعة أيضا علي اكتشاف تاريخ المرأة الأمريكية علي الإنترنت.